# Les Cinq Légendes
Pour plus de détails, voir Fiche technique et Distribution.
Les Cinq Légendes (Rise of the Guardians), ou Le Réveil des Gardiens au Québec, est un film de Noël d'animation en 3D américain réalisé par Peter Ramsey et sorti à Noël 2012.
Produit par les studios DreamWorks Animation, il est inspiré conjointement d'une œuvre romanesque, The Guardians of Childhood (2011-2012) de William Joyce, et d'une œuvre cinématographique, le court métrage The Man in the Moon, scénarisé par le même auteur.
Depuis le Moyen Âge, un groupe de personnages mythiques constitué du Père Noël, de la Fée des dents, du Marchand de sable et du Lapin de Pâques, les « Gardiens », protègent les espoirs et les rêves des enfants. Mais ceux-ci sont maintenant en danger, car Pitch (Le Bonhomme Sept Heures ou Croquemitaine, Pitch Black the boogeyman en anglais), qui en a assez que les enfants ne croient pas en lui et n'aient pas peur de lui, décide de s'en prendre à la source de leur pouvoir, les rêves des enfants, pour qu'ils cessent de croire en eux. L'Homme de la Lune révèle alors aux Gardiens que pour vaincre cette nouvelle menace, il est temps de faire appel à un nouveau Gardien : Jack Frost un jeune gardien de 17 ans ayant de grands pouvoirs de glace et surtout de neige. Jack Frost devra protéger les enfants du terrible Pitch et devra faire équipe avec le Père Noël, la Fée des dents, le Lapin de Pâques et le Marchand de sable.

## Synopsis
Jack Frost un garçon orphelin avec des pouvoirs extraordinaires de glace et de neige.
Ramené au Pôle Nord, Jack apprend qu'il a été choisi pour être un Gardien. Mais il refuse ce rôle, préférant sa liberté, d'autant que des tensions existent entre lui et Bunny. Nord lui fait visiter son palais, lui explique le rôle d'un Gardien, celui de toujours protéger les enfants, et lui présente son « centre » : chaque Gardien est le protecteur d'un pan de l'enfance, d'une idée qu'il représente et qu'il incarne. Ainsi, Nord se présente comme le Gardien de l'émerveillement, la capacité à regarder le monde avec des yeux d'enfants et à le découvrir.
Ils sont interrompus par un appel à l'aide venant du palais de la Fée des dents. Jack se joint aux autres Gardiens pour porter secours aux petits fées des dents, qui sont attaquées et capturées par des cauchemars, Jack parvenant à sauver juste une petite fée, surnommée Quenotte. Dans le palais, le groupe reçoit la visite de Pitch, qui leur exprime son envie de vengeance et d'être craint à nouveau, que les gens croient en lui. Il leur présente également ses Cauchemars, de grands chevaux faits de sable doré des rêves qu'il a volé au Marchand, et qu'il a noirci pour en faire un sable noir de peur. Jack apprend que les dents de lait collectées et conservées par les fées contiennent des souvenirs d'enfance de la personne qui les a perdues, y compris les siennes. Mais toutes les dents ont été volées par Pitch, empêchant la Fée de partager ses souvenirs à Jack. Il apprend également que les Gardiens sont soumis à la force de la croyance des enfants : si les enfants cessent de croire en un Gardien, ce dernier disparait. Sans ses fées pour récupérer les dents pendant la nuit, les enfants cessent de croire en l'existence de la Fée des dents et elle s'affaiblit, tandis que son palais commence à tomber en ruines.
Pour aider leur amie et restaurer la croyance des enfants, le groupe décide de collecter les dents lui-même. Pendant leur voyage, une discussion qui s'échauffe réveille un petit garçon, Jamie (avec lequel Jack Frost a joué pendant la journée), qui croit fermement aux Gardiens et les voit donc en chair et en os, hormis Jack. Apercevant un cauchemar, Jack et le Marchand de sable le poursuivent, jusqu'à tomber sur Pitch. Ce dernier les attaque avec ces cauchemars, provoquant le Marchand. Malgré l'héroïsme de Jack, qui montre de puissants pouvoirs, et l'arrivée tardive des autres Gardiens, le Marchand de sable est touché par Pitch, submergé par son sable noir, et disparait.
À l'approche de Pâques, les trois Gardiens restant et Jack, démoralisés par la perte du Marchand, se rassemblent chez Bunny où ils trouvent Sophie, la petite sœur de Jamie, qui s'était échappé. Tous l'aident à préparer les œufs et à les peindre pour la chasse aux œufs du demain, espérant que cette fête printanière sauve la foi des enfants. Jack ramène Sophie chez elle, mais sur le retour, il est attiré par une voix qui appelle son nom. Il la suit, et finit par arriver dans le repaire de Pitch, où les petites fées des dents sont enfermées et incapables de voler. Pitch défie Jack avec ses souvenirs, qu'il tient en main, et le manipule en lui rappelant sa peur de ne jamais être cru par personne. Jack réalise trop tard que cette manœuvre s'avère être un piège de Pitch, qui a utilisé cette ruse pour le distraire : Jack revient, mais trop tard, au terrier de Bunny pour voir que Pitch et ses cauchemars en ont profité pour détruire tous les œufs de Pâques. Les enfants, ne trouvant aucun œuf caché pendant la chasse aux œufs, cessent alors de croire au Lapin de Pâques.
Ayant perdu la confiance des Gardiens, Jack honteux s'isole en Antarctique. Pitch le rejoint et tente de lui faire rejoindre son camp, mais Jack refuse. Pitch décide alors d'écarter Jack de son chemin, car ses pouvoirs pourraient le gêner : tenant Quenotte dans sa main, il demande à Jack de lui remettre son bâton, source de sa magie, sans quoi il tue Quenotte. Jack accepte, Pitch brise son bâton et le jette dans un gouffre. Là, Jack parvient avec Quenotte à ouvrir ses souvenirs, que Pitch lui a laissé. Il apprend ainsi qu'il était un adolescent espiègle et pitre, et qu'il est devenu Jack Frost le jour où il est tombé dans un étang gelé à la place de sa petite sœur, qu'il sauva du même coup, pendant qu'ils faisaient du patin sur la glace. Revigoré par cette vision, Jack réussi à réparer son bâton et retrouver ses pouvoirs.
Pendant ce temps, tous les enfants du monde ont peu à peu cessé de croire en les Gardiens, et les derniers enfants crédules s'éteignent, sauf Jamie. Jack l'a rejoint, et voit Jamie sur le point d'arrêter de croire en Bunny après la journée de Pâques ratée. Il utilise sa magie pour créer un lapin de glace animé, ce qui permet à Jamie de croire non seulement en Bunny mais aussi en Jack : pour la première fois, un enfant le voit. Jack et Jamie rassemblent les amis du petit garçon, dont la croyance est réanimée, alors qu'ils sont rejoints par des Gardiens très affaiblis. Pitch, venu mettre un terme à leur croyance, les attaque avec ses cauchemars, mais les enfants n'ayant plus peur de lui, ils parviennent à changer les cauchemars en rêves en les touchant. Pitch combat les Gardiens, tandis que le Marchand de sable est ressuscité par les rêves des enfants. Les cauchemars chassés, les enfants et les Gardiens font la fête avec une bataille de boule de neige, commencée par Jack qui a fini par réaliser quel est son centre : c'est le jeu et les bêtises, le fait de toujours s'amuser et rire. Pitch est redevenu un Esprit invisible, les enfants ne croyant plus en lui, et il bat en retraite. Ses propres cauchemars, sentant sa peur, se jettent sur lui et l'entrainent dans son repaire souterrain. Jamie et ses amis disent au revoir aux Gardiens, tandis que Jack est officiellement intronisé en tant que nouveau Gardien.

### Morales/Valeurs transmises
- travail d'équipe
- quête identitaire
- sens des responsabilités
- courage
- espoir[1]

## Personnages
- Jack Frost, l'Esprit de l'hiver. C'est un jeune homme espiègle et farceur qui refuse de se plier à des règles ou une organisation. Très solitaire, personne ne croyant en lui, il se languit d'être reconnu par les humains. Il utilise son bâton pour créer de la neige, du verglas ou de la glace pour amuser les enfants ; et il peut également utiliser le vent pour se porter et se déplacer (il ne vole pas à proprement parler). À la fin du film, Jack devient le Gardien de l'amusement.
- Nicholas St. North, le père Noël et leader des Gardiens. Il est le Gardien de l'émerveillement. Il vit au Pôle Nord dans un grand palais où il travaille avec des yétis et des lutins de Noël. Il a un accent russe, et jure plusieurs fois dans cette langue.
- E. Aster Bunnymund, dit Bunny, le lapin de Pâques. Apportant les œufs de Pâques aux enfants, il est le Gardien de l'espoir. C'est un grand lapin au fort caractère, qui partage avec Hugh Jackman, qui le double en anglais, un accent australien. Il se sert également de boomerangs. Son palais est souterrain, constitué de galeries et prairies.
- La Fée des dents, Gardienne de la mémoire. Elle est mi-humaine mi-oiseau, ressemblant à un kinnari, avec un plumage luisant et coloré, et son palais est un lieu céleste s'apparentant à un palais indien. Assistée d'une myriade de petites fées, elle collecte les dents de lait des enfants (en l'échange d'une pièce) et les rassemble dans son palais, afin d'en conserver la mémoire.
- Le Marchand de sable, Gardien des rêves. Il manipule un sable doré qu'il répand sur les enfants pour créer de beaux rêves dans leur sommeil ; sable doré dont il semble constitué et dont il se sert pour se déplacer. Il est le premier Gardien à avoir été choisi par l'homme de la Lune, et le seul Gardien à ne pas parler : il communique avec des images en sable au-dessus de sa tête. Un personnage mignon.
- Pitch, le croque-mitaine (ou Noirceur, le Bonhomme Sept Heures, au Québec), l'Esprit de la Peur et "Gardien" des cauchemars. C'est un homme très grand et très mince, à la peau grise et tout de noir vêtu. Très populaire au Moyen-Âge, l'arrivée des Gardiens l'a fait sombrer dans l'oubli, et il n'est devenu qu'une histoire à laquelle personne ne croit plus.
- Jamie Bennett[2],un petit garçon âgé d’une dizaine d’année. Par sa foi inébranlable envers les gardiens, il est celui qui leur permet de vaincre Pitch, lorsque tous les autres enfants avaient cessé de croire en eux. Il représente la dernière lumière sur le globe du père Noël. Il est de petite taille avec des yeux et cheveux bruns et possède un esprit joueur qui le lie à Jack Frost tout au long du film.
- Sophie Bennet[3], la petite sœur de Jamie. Tout comme son grand frère, elle croit beaucoup aux gardiens. Elle les aide à préparer Pâques, projetée dans le monde du lapin alors qu’elle touche un des portails magiques du père Noël. Celle-ci tisse un lien fort avec le lapin de Pâques qui, sous les conseils de Jack, s’attendrit et joue avec elle. Beaucoup plus jeune que Jamie, Sophie a 3 ans et de long cheveux blonds décoiffés qui lui vont dans les yeux.

## Fiche technique
- Titre français : Les Cinq Légendes
- Titre original : Rise of the Guardians
- Titre québécois : Le Réveil des Gardiens
- Réalisation : Peter Ramsey
- Scénario : David Lindsay-Abaire et William Joyce, d'après sa série The Guardians of Childhood
- Musique : Alexandre Desplat
- Décors : Patrick Hanenberger
- Montage : Joyce Arrastia
- Production : Christina Steinberg et Nancy Bernstein
- Production déléguée : Guillermo del Toro, William Joyce et Michael Siegel
- Société de production : DreamWorks Animation
- Société de distribution : Paramount Pictures
- Pays d'origine :  États-Unis
- Langue originale : anglais
- Budget : 145 000 000 $
- Durée : 97 minutes
- Dates de sortie : 
  - États-Unis : 21 novembre 2012
  - France : 28 novembre 2012

## Distribution

### Voix originales
- Chris Pine : Jack Frost, l'esprit de l'hiver
- Alec Baldwin : Nicholas St. North, le père Noël
- Hugh Jackman : E. Aster Bunnymund, dit Bunny, le lapin de Pâques
- Isla Fisher : la Fée des dents
- Jude Law : Pitch, le croque-mitaine (ou Noirceur, le Bonhomme Sept Heures, au Québec)
- Dakota Goyo : Jamie Bennett
- Georgie Grieve : Sophie Bennett
- Jacob Bertrand : Monty
- Kamil McFadden : Claude
- Khamani Griffin : Caleb
- Olivia Mattingly : Pippa / Felicity Frost
- Emily Nordwind : mère de Jamie / mère de Jack
- Isabella Blake-Thomas : la fille anglaise
- Stuart Allan Bertman : le garçon anglais
- Ryan Crego : le promeneur de chien Burgess
- Peter A. Ramsey : piéton Burgess n° 2
- Rich B. Dietl : le yéti

### Voix françaises
- Gaspard Ulliel : Jack Frost
- Miglen Mirtchev : Nord, le père Noël
- Jérémie Covillault : Bunny, le lapin de Pâques
- Nolwenn Leroy : la Fée des dents
- Boris Rehlinger : Pitch, le croque-mitaine
- Henri Bungert : Jamie Bennett
- Camille Timmerman : Choupette
- Clara Quilichini : Pippa
- Karine Texier : la maman de Jamie
- voix additionnelles : Jean-Luc Atlan, Emmanuel Beckermann, Lydia Cherton, Amélie Chimenes, Léa Fourreau, Charles Germain, Noé Koretzky, Arnaud Laurent, Claudine Pillet, Victor Quilichini, Jules Sarrazin, Pénélope Siclay Couvreur, Jules Timmerman

Source : Allodoublage

### Voix québécoises
- Gabriel Lessard[5] : Jack Frost
- Jean-François Blanchard : Nord, le père Noël
- Gilbert Lachance : Jeannot, le lapin de Pâques
- Kim Jalabert : la Fée des dents
- Patrick Chouinard : Noirceur, le Bonhomme sept-heures
- Xavier Laplante : Jamie Bennett
- Tom-Eliot Girard : Claude
- Nicolas de Passillé-Scott : Caleb
- Gabrielle Shulman : Sophie Bennett

## Musique
Les musiques du film Les Cinq Légendes ont été créées par le compositeur français Alexandre Desplat. En partenariat avec les Studios Abbey Road et Air Studios, les pièces ont été enregistrées à Londres par l'Orchestre Symphonique de Londres et la chorale des London Voices.  Elles ont ensuite été publiées le 13 novembre 2012 par le label américain Varèse Sarabande.
Les Cinq Légendes est l’un des premiers films Dreamworks à ne pas compter Hans Zimmer dans sa composition de musique. Pourtant, Desplat a su varier les types de musiques. On compte des musiques d’orchestre, tout comme "Still Dream", la chanson à paroles sur laquelle ouvre le film. Elle a été écrite par David Lindsay-Abaire et Renée Fleming prête sa voix pour le chant. Igor Stravinsky, compositeur russe, apparaît également dans la collection avec une de ses compositions : “Firebird Suite”.
Le travail d’Alexandre Desplat permet au film Les Cinq Légendes de gagner le prix International Film Music Critics Association Awards en 2012.

### Liste des titres[6]
| Titre de la musique   | Compositeur          | Invité        | Durée |
| --------------------- | -------------------- | ------------- | ----- |
| Still Dream           | David Lindsay-Abaire | Renée Fleming | 03:12 |
| Calling The Guardians | Alexandre Desplat    |               | 02:06 |
| Alone In The World    | Alexandre Desplat    |               | 02:04 |
| Fanfare Of The Elves  | Alexandre Desplat    |               | 00:53 |
| Wind Take Me Home!    | Alexandre Desplat    |               | 01:28 |
| Dreamsand             | Alexandre Desplat    |               | 02:03 |
| Pitch On The Globe    | Alexandre Desplat    |               | 00:57 |
| The Moon              | Alexandre Desplat    |               | 01:32 |
| Snowballs             | Alexandre Desplat    |               | 01:31 |
| Busy Workshop         | Alexandre Desplat    |               | 01:33 |
| Sleigh Launch         | Alexandre Desplat    |               | 01:45 |
| Nightmares Attack     | Alexandre Desplat    |               | 07:17 |
| Tooth Collection      | Alexandre Desplat    |               | 02:22 |
| Jamie's Bedroom       | Aexandre Desplat     |               | 02:31 |
| Jack & Sandman        | Alexandre Desplat    |               | 04:18 |
| Memorial              | Alexandre Desplat    |               | 01:21 |
| Guardians Regroup     | Alexandre Desplat    |               | 00:58 |
| Easter                | Alexandre Desplat    |               | 03:39 |
| Jack Betrays          | Alexandre Desplat    |               | 03:20 |
| Kids Stop Believing   | Alexandre Desplat    |               | 02:35 |
| Jack's Memories       | Alexandre Desplat    |               | 02:24 |
| Pitch At North Pole   | Alexandre Desplat    |               | 02:00 |
| Jamie Believes        | Alexandre Desplat    |               | 03:01 |
| Jack's Center         | Alexandre Desplat    |               | 04:52 |
| Sandman Returns       | Alexandre Desplat    |               | 02:36 |
| Dreamland Miracles    | Alexandre Desplat    |               | 02:18 |
| Oath Of The Guardians | Alexandre Desplat    |               | 03:11 |

## Accueil

### Accueil critique
Dans l'ensemble, le film reçoit un accueil positif.
En France, le film reçoit des critiques positives. Le site Allociné propose une note moyenne de 3,4⁄5 à partir de l'interprétation de critiques provenant de 22 titres de presse. Les spectateurs lui donnent une moyenne de 4,2/5.
Sur le site IMDb le film reçoit la note de 7,3/10.
Sur le site Metacritic le film obtient un Metascore de 58/100 basé sur 37 avis.
Le site Rotten Tomatoes indique un taux d'approbation de 74 % basé sur 159 votes.
Le Monde critique "Les 5 légendes" de DreamWorks pour sa diversité de légendes, des personnages jugés irritants, une narration incohérente, et une préoccupation commerciale évidente. Malgré des effets numériques réussis, le film est décrit comme une vitrine de Noël luxueuse plutôt qu'une œuvre artistique significative.

### Box-office
| Pays ou région | Box-office        | Date d'arrêt du box-office | Nombre de semaines |
| -------------- | ----------------- | -------------------------- | ------------------ |
| États-Unis     | 103 412 758 $,    | 11 avril 2013              | 21                 |
| France         | 2 833 326 entrées | 16 avril 2013              | 20                 |
| Monde          | 306 941 670 $     | 21 avril 2013              | -                  |

## Distinctions
- Satellite Awards 2012 : Meilleur film d'animation
- Indiana Film Journalists Association Awards 2012 : Meilleur film d'animation
- African-American Film Critics Association Awards 2012 : Meilleur film d'animation
- Black Film Critics Circle 2012 : Meilleur film d'animation
- International Film Music Critics Association Awards 2012 : Meilleure musique d'un film d'animation

## Produits dérivés
Le film a été adapté sous la forme d'un jeu vidéo du même nom.
L'année de sa sortie, GJ Éditions publie l'adaptation en roman du film par Stacia Deutsch. L'éditeur fera d'ailleurs paraître d'autres ouvrages autour du film d'animation.

## Autour du film
- Lorsque les Gardiens aident la Fée des dents dans sa récolte, Quenotte s'en prend à une souris trouvée sous un oreiller en voulant y déposer une pièce. Fée l'arrête et s'excuse auprès de la souris, qu'elle présente comme la « filiale française » : en effet la Fée des dents n'existe pas en France, où elle est remplacée par la Petite Souris.